# Клара Маринова
Клара Вълова Маринова е българска журналистка и политик от БСП.

## Биография
Клара Маринова е родена на 20 април 1949 година в село Ресилово (Дупнишко). Завършва Техническия университет в София. Телевизионен журналист-международник с 10 години стаж в БНТ. Член е на Висшия съвет на БСП и на Изпълнителното бюро на ВС на БСП, говорител на Висшия съвет на БСП, ръководител на Пресцентъра на БСП, депутат от БСП в VII ВНС, XXXVI и XXXVII народно събрание, зам.-председател и председател на Комисията по радиото, телевизията и БТА в XXXVII НС, секретар на ПГДЛ и ръководител на пресцентъра на ПГДЛ в XXXVII НС. Почива на 3 март 2021 г.